# Nahed Ojjeh
Nahed Ojjeh (arabisch ناهد عجة, DMG Nāhid ʿUǧǧa; * 6. November 1959 in Aleppo) ist eine syrische Geschäftsfrau, Milliardärin und Mäzenin.

## Leben
Nahed Ojjeh (geborene Tlas) wurde in Aleppo als Tochter des früheren syrischen Verteidigungsministers Mustafa Tlas geboren. 1978 heiratete sie im Alter von 19 Jahren den damals sechzigjährigen saudischen Waffenhändler Akram Ojjeh. Seitdem lebt sie in Paris im Villenviertel des XVI. Arrondissement.
Nachdem ihr Ehemann 1991 gestorben war, erbte sie ein stattliches Vermögen. Sie studierte an der Universität Paris V Philosophie und Psychologie. 2002 erhielt sie den Doktortitel in Politikwissenschaften.
Unter dem Namen Madame O. wurde sie zu einer in Paris bekannten Persönlichkeit. Von 2001 bis 2006 war sie die Präsidentin des nach ihr umbenannten NAO Chess Club, der dank ihrer finanziellen Unterstützung mehrere nationale und internationale Titel gewinnen konnte.

## Prix Nahed Ojjeh
Ojjeh wurde 1995 zum korrespondierenden Mitglied der Académie des Beaux-Arts gewählt. Sie stiftete 2008 den jährlich von der Académie des Beaux-Arts zweimal verliehenen Prix Nahed Ojjeh in der Höhe von €15.245 für Graveure.